# Alberprosenia goyovargasi
Alberprosenia goyovargasi es una especie de chinche hematófagas incluida en la subfamilia Triatominae, que a su vez pertenece a la familia Reduviidae. Esta especie, registrada en el estado de Zulia, Venezuela, es la más pequeña entre todos los triatominos con un largo de 5 mm. Es una especie poco conocida, que ha sido encontrada asociada a reptiles dentro de la corteza de árboles en descomposición. Debido a que no se le ha encontrado el protozoo Tripanosoma cruzi, no se la considera una especie de interés sanitario. Sin embargo, en condiciones de laboratorio, ha evidenciado inusitada agresividad ante la presencia de sangre humana, de perros y de ratones, por lo que no se puede descartar que pueda asociarse con la transmisión de parásitos.